# Epichernes aztecus
Epichernes aztecus är en spindeldjursart som beskrevs av Jörn Hentschel 1982. Epichernes aztecus ingår i släktet Epichernes och familjen blindklokrypare. Inga underarter finns listade i Catalogue of Life.